# Teodoro Pellegrino
Teodoro Pellegrino (Brindisi, 10 settembre 1908 – Lecce, 10 aprile 1985) è da ritenere uno tra i più eminenti studiosi della cultura e della storia del Salento, con particolare riferimento alla città di Lecce.
Laureato in Giurisprudenza presso l'Università di Bari, ricoprì l'incarico di Direttore della Biblioteca provinciale di Lecce dal 1935 al 1973.
Fu l'ideatore della creazione dell'Accademia di belle arti di Lecce, che venne inaugurata nel 1960; è considerato padre, protagonista e propulsore principale di innumerevoli iniziative atte a supportare e sollecitare il raggiungimento della nascita di una moderna Università nell'antica Terra d'Otranto, con sede a Lecce, città che "fu patria di educatori e di maestri dell'attività Universitaria sin da '700".
Nel 2001 è stata intitolata a Teodoro Pellegrino la Biblioteca di Interfacoltà dell'Università di Lecce.

## Scritti
- Teodoro Pellegrino e Domenico Romeo, Figure del Risorgimento meridionale, Lecce 1930.
- Teodoro Pellegrino, Il Principato di Taranto alla morte di G. Antonio Del Balzo Orsini, in "La Voce del Salento", X (1932), n. 15.
- Teodoro Pellegrino, Storia del parlamento di Gallipoli, in "La voce del Salento", X (1932).
- Teodoro Pellegrino, Nel primo centenario della morte di Michele Arditi, Lecce 1939.
- Teodoro Pellegrino, Una meraviglia della natura: la Zinzulusa, Ente provinciale per il turismo di Lecce, Bari 1951
- Le Celebrazioni Salentine: I ciclo, ottobre 1952, a cura di Teodoro Pellegrino, Amministrazione Provinciale di Terra d'Otranto, Bari 1955
- Mostra d'arte sacra (Lecce, aprile-maggio 1956), a cura di Teodoro Pellegrino, Galatina 1956
- Le Celebrazioni Salentine: II ciclo, ottobre 1953, a cura di Teodoro Pellegrino, 2 voll., Amministrazione Provinciale di Terra d'Otranto, Bari 1961
- Il Salento nell'epopea risorgimentale, a cura di Teodoro Pellegrino, Galatina 1961.
- Teodoro Pellegrino, Caratteristiche del servizio di lettura in una zona del mezzogiorno, in "Accademie e Biblioteche d'Italia", XXXI (1963)
- Teodoro Pellegrino, Piazza Duomo a Lecce, Bari 1972
- Teodoro Pellegrino, L'antica città di Lecce: guida al centro storico, Bari 1975 (rist. 1984)
- Teodoro Pellegrino, Santa Maria a Cerrate: antica abbadia, a cura di Valentino De Luca, Lecce, Capone, 2004. ISBN 88-8349-093-2